# راینهولد رمرت
راینهولد رمرت (انگلیسی: Reinhold Remmert; ۱ ژانویهٔ ۱۹۳۰ – ۹ مارس ۲۰۱۶) ریاضی‌دان، و استاد دانشگاه اهل آلمان بود. او در اسنابروک متولد شد و در مونستر به تحصیل ریاضیات، منطق ریاضی و فیزیک مشغول شد. او با هانس گرائرت نظریهٔ آنالیز مختلط را توسعه داد و تا زمان بازنشستگی‌اش در ۱۹۹۵ استاد آنالیز مختلط در دانشگاه مونستر بود.
رمرت دو کتاب در باب نظریه اعداد و آنالیز مختلط نوشت که عبارتند از:
- Reinhold Remmert, Theory of Complex Functions, شابک ‎۰−۳۸۷−۹۷۱۹۵−۵
- Reinhold Remmert, Classical Topics in Complex Function Theory, شابک ‎۰−۳۸۷−۹۸۲۲۱−۳